# Шарль Ланрезак
Шарль Ланрезак (фр. Charles Lanrezac; 31 липня 1852, Пуент-а-Пітр — 18 січня 1925, Нейї-сюр-Сен) — французький воєначальник часів Першої світової війни, дивізійний генерал (1911). На початку Великої війни був командувачем 5-ї армії, на чолі якої бився в Прикордонній битві 1914 року на Західному фронті. Генерал Ланрезак вважався найповажнішим стратегом французької армії у довоєнні часи, втім у реаліях справжньої війни виявився менш здібним як командувач і був відсторонений від командування в перший місяць війни, на початку вересня 1914 року та відправлений у відставку.

## Біографія
Шарль Ланрезак народився 31 липня 1852 року у Пуент-а-Пітр у французькій колонії на острові Гваделупа. 1869 році поступив на навчання до військової школи в Сен-Сірі, але коли в 1870 році розпочалася французько-прусська війна, його відправили битися на фронт, з достроковим присвоєнням звання лейтенант. Брав участь у складі Луарської армії в битві при Кульм'є та в бойових діях біля Орлеана. У січні 1871 року він був переведений до Східної армії, а після провалу кампанії був інтернований у Швейцарії.
У 1879 році він закінчив Паризьку військову школу. Протягом наступних років Ланрезак служив на різних штабних посадах у 113-му піхотному полку та в бригаді в Тунісі. В 1902 році Ланрезак отримав звання полковника і прийняв командування 119-м піхотним полком. У червні 1906 року він став бригадним генералом, командуючи 43-ю піхотною бригадою, дислокованою у Ванні.
Після командування бригадою його призначили викладачем тактики, професором до Військової школи у столиці. Він був блискучим лектором, але їдким і сварливим в манері поведінки і швидко став відомим як «лев французької армії».
У 1911 році йому присвоєне звання дивізійного генерала, і Жоффр, який вважав його «справжнім левом», включив його до списку кандидатів на посаду заступника начальника Генерального штабу того року. У 1912 році Ланрезак став командиром 11-го армійського корпусу в Нанті.

### Перша світова війна
Шарль Ланрезак очолював 5-ту французьку армію на початку бойових дій, яка займала ліве крило запланованого вторгнення французької армії до Німеччини через Ельзас і Лотарингію, як це визначалося планом XVII. Однак, командувач був змушений терміново перекидати свою армію на північ, щоб протистояти німецьким арміям, що прорвалися через Бельгію до французько-бельгійського кордону. Зіткнувшись з зосередженням колосальних сил німецьких військ у Бельгії — що йшло врозріз та не передбачалося планом XVII — Ланрезак вимушений був відступити на південь під тиском німецької 2-ї армії генерала Карла фон Бюлова, він швидко змінив свої уявлення про швидку, агресивну перемогу французької армії над німцями і дедалі ставав песимістичнішим щодо результатів кампанії. За наказом французького головнокомандувача генерала Жозефа Жоффре він, тим не менше, підтримав британські експедиційні сили на сході від Парижа, здобувши 29 серпня 1914 року блискучу тактичну перемогу під Гізе. Втім його подальший відступ під ударами кайзерівської армії та неспроможність активно протидіяти противнику призвело до того, що 3 вересня головнокомандувач Жоффр відсторонив його від посади командувача армією.